# 曹红梅
曹红梅（1981年11月—），云南梁河人，阿昌族，中华人民共和国政治人物、第十二届全国人民代表大会云南地区代表。
毕业于云南农业大学农学专业。2013年，担任全国人大代表。